# 郑立新 (1966年)
郑立新（1966年10月—），男，汉族，江苏扬中人，1993年11月加入中国共产党，中华人民共和国政治人物。

## 生平
1988年8月毕业于华东政法学院法学系法学专业。曾长期在镇江工作，历任镇江市监察局监察科、办公室干部，镇江市纪委办公室、调查研究室、宣教室科员，镇江市纪委宣教室、办公室副科级纪检监察员，镇江市纪委调查研究室副主任，镇江市纪委调查研究室主任。2004年6月调至江苏省纪委工作，历任江苏省纪委法规研究室干部，江苏省纪委法规研究室副处级纪检监察员，江苏省纪委执法监察室副主任，江苏省纪委第六纪检监察室副主任，江苏省纪委党风政风监督室副主任，江苏省委巡视工作领导小组办公室副主任，江苏省纪委党风政风监督室主任（副厅级）。
2018年9月，任江苏省纪委常委、秘书长。2022年2月，调任江苏省高级人民法院党组副书记。同年3月，任徐州铁路运输法院院长、审判委员会委员、审判员。